# Hong Kong Open 1982
Die Hong Kong Open 1982 im Badminton fanden vom 9. bis zum 12. September 1982 in Hongkong statt.

## Finalresultate
| Disziplin    | Sieger                  | Finalist                         | Ergebnis          |
| ------------ | ----------------------- | -------------------------------- | ----------------- |
| Herreneinzel | Prakash Padukone        | Chen Tienlong                    | 15–10, 8–15, 15–6 |
| Dameneinzel  | Xu Rong                 | Lene Køppen                      | 11–4, 11–8        |
| Herrendoppel | Heryanto Kartono        | Stefan Karlsson Thomas Kihlström | 15–3, 15–6        |
| Damendoppel  | Nora Perry Jane Webster | Wu Jianqiu Xu Rong               | 15–10, 15–3       |